# Fusão (direito)
No Direito, fusão é a operação, de ordem financeira e jurídica, por meio da qual duas ou mais pessoas jurídicas juntam seus patrimônios a fim de formarem uma nova sociedade, consequentemente deixando de existir individualmente. Difere da incorporação, quando uma das pessoas jurídicas continua a existir, absorvendo o patrimônio da(s) demais.
Temos como exemplos de fusão a montadora Porsche com a também alemã Volkswagen, a união entre os bancos brasileiros Itaú e Unibanco, bem como a das traidicionais cervejarias do mesmo país Antártica e Brahma se juntaram para formar a AmBev, que mais tarde formou a InBev, em conjunto com uma cervejaria belga. O objetivo de uma fusão é geralmente a busca do poderio de negociação com os fornecedores, sem deixar de lado a qualidade do produto, aumentando a margem de lucro das empresas envolvidas no processo.

## Direito Empresarial

### Brasil
No Brasil, este tipo de negociação é supervisionado pelo Conselho Administrativo do Defesa Econômica (Cade), e regulado pela Lei nº 6.404/76, no art.228. A fusão é avaliada pelo valor contábil ou de mercado, obedecendo o artigo 21 da Lei nº 9.249 / 1995. O último balanço da organização a ser adquirida deverá ser feito em até trinta dias antes da fusão.

## Associações
A fusão também pode ocorrer entre associações sem fins lucrativos. O Paraná Clube é uma exemplo de um time de futebol resultante de uma imensa linhagem de fusões de outros times de futbol da capital paranaense. Outro caso é o do Botafogo de Futebol e Regatas, resultante da fusão entre o Club de Regatas Botafogo e o Botafogo Football Club, ainda que por vezes este caso seja tratado pela mídia como se fosse uma incorporação do primeiro pelo segundo.
A escola de samba GRES Unidos de Lucas também é um caso conhecido de associação resultante de um processo de fusão.